# Caspe

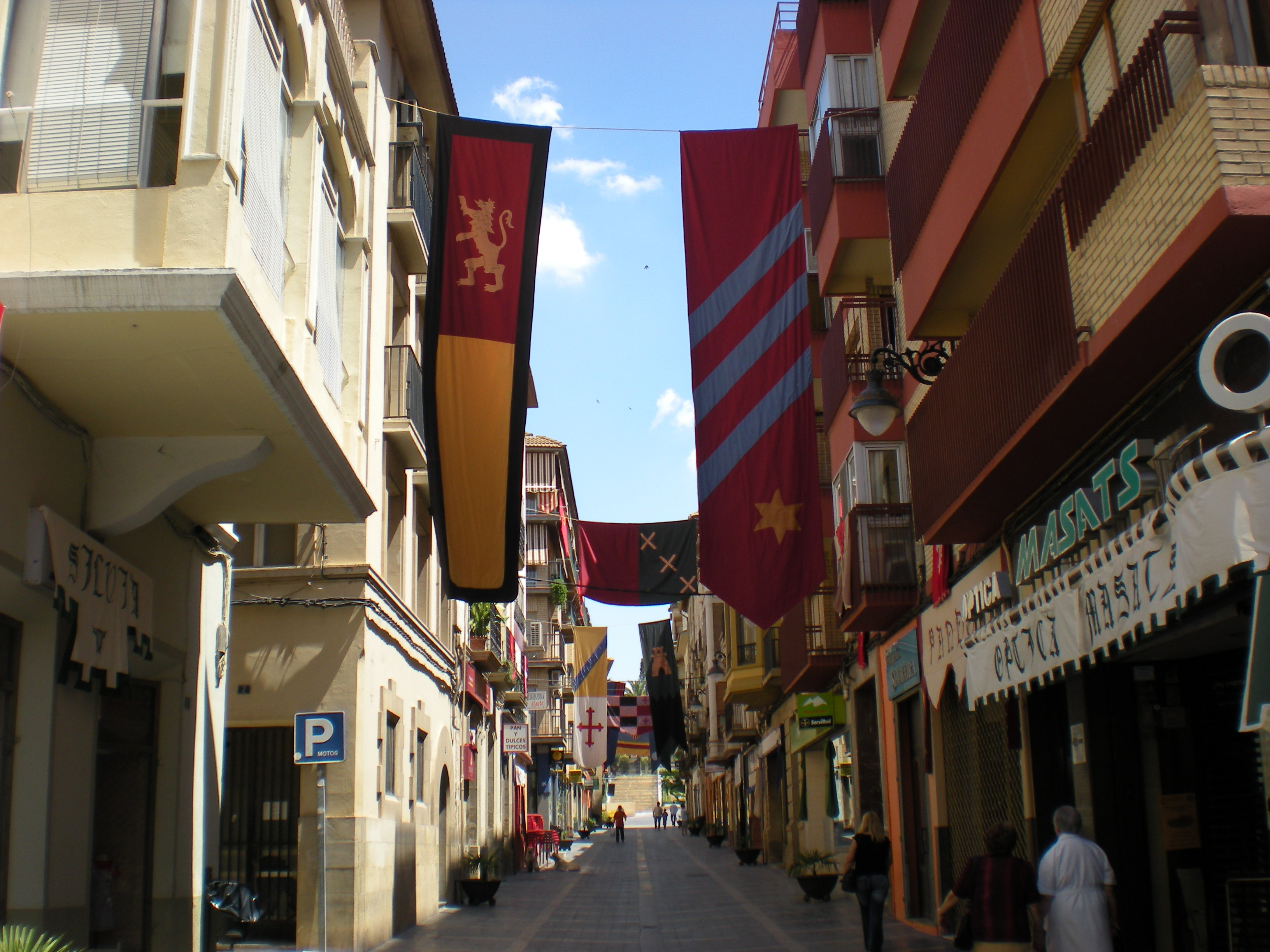
Calle Mayor von Caspe

Caspe ist eine spanische Stadt in der Provinz Saragossa der Autonomen Region Aragonien. Sie ist der Hauptort der Comarca Bajo Aragón-Caspe, gehört aber nicht mehr dem katalanischsprachigen Teil der Franja de Aragón an. Der Ort hatte am  im Jahre 2024 10.432 Einwohner. Die Stadt liegt 104 km südöstlich von Saragossa nahe der Mündung des Guadalope in den Ebro, der hier durch den Stausee von Mequinenza aufgestaut ist. Die Jahresmitteltemperatur beträgt 14,6 °C, die Jahresniederschlagsmenge 325 mm; damit handelt es sich um einen der trockensten Orte in Aragón.

## Geschichte
Der Ortsname dürfte – entgegen einer verbreiteten Tradition – auf das arabische „Kasba“ zurückgehen. Der schon in vorgeschichtlicher Zeit von einem iberischen Stamm bewohnte Ort wurde nach der Rückeroberung von den Mauren 1169 durch König Alfons II. (Aragón) dem Königreich Aragonien angegliedert. Der Ort stand unter der Herrschaft der Johanniter. 1412 wurde in Caspe der Kompromiss von Caspe über die Erbfolge in Aragonien geschlossen. In der Guerra dels Segadors (1640–1652) war der Ort Ziel von Übergriffen franko-katalanischer Truppen. Der Spanische Erbfolgekrieg (1701–1711) vertrat Caspe anders als die Nachbarorte die Sache der Bourbonen. In den Karlistenkriegen stand Caspe auf der Seite der Königin Isabella II. Im Spanischen Bürgerkrieg war Caspe Sitz der republikanischen aragonesischen Regierung.

## Bevölkerungsentwicklung seit 1900
| 1900  | 1910  | 1920  | 1930  | 1940  | 1950   | 1960  | 1970  | 1981  | 1991  | 2001  | 2008  |
| ----- | ----- | ----- | ----- | ----- | ------ | ----- | ----- | ----- | ----- | ----- | ----- |
| 7.808 | 8.893 | 9.259 | 9.992 | 9.844 | 10.128 | 9.603 | 9.162 | 8.339 | 8.029 | 7.896 | 8.848 |

## Wirtschaft
Die Wirtschaft der Stadt ist vom Ackerbau (Oliven, Bewässerungswirtschaft insbesondere mit Kirschplantagen) einschließlich Verarbeitungsbetrieben, vom Dienstleistungssektor und von der Industriemontage sowie der Textilverarbeitung geprägt. Adidas unterhält in Caspe ein Zentrallager für Spanien. Daneben spielt auch die Viehzucht eine Rolle. Zur Stadt gehören die vier Industriegebiete El Castillo, El Portal, Cabezo Mancebo und Los Arcos. Caspe führt im Herbst die Messe Expocaspe, daneben die Ausstellung Naupesca und einen Münzen- und Briefmarkensalon durch. Verstärkte Anstrengungen werden im Tourismusbereich unternommen.

## Sehenswürdigkeiten

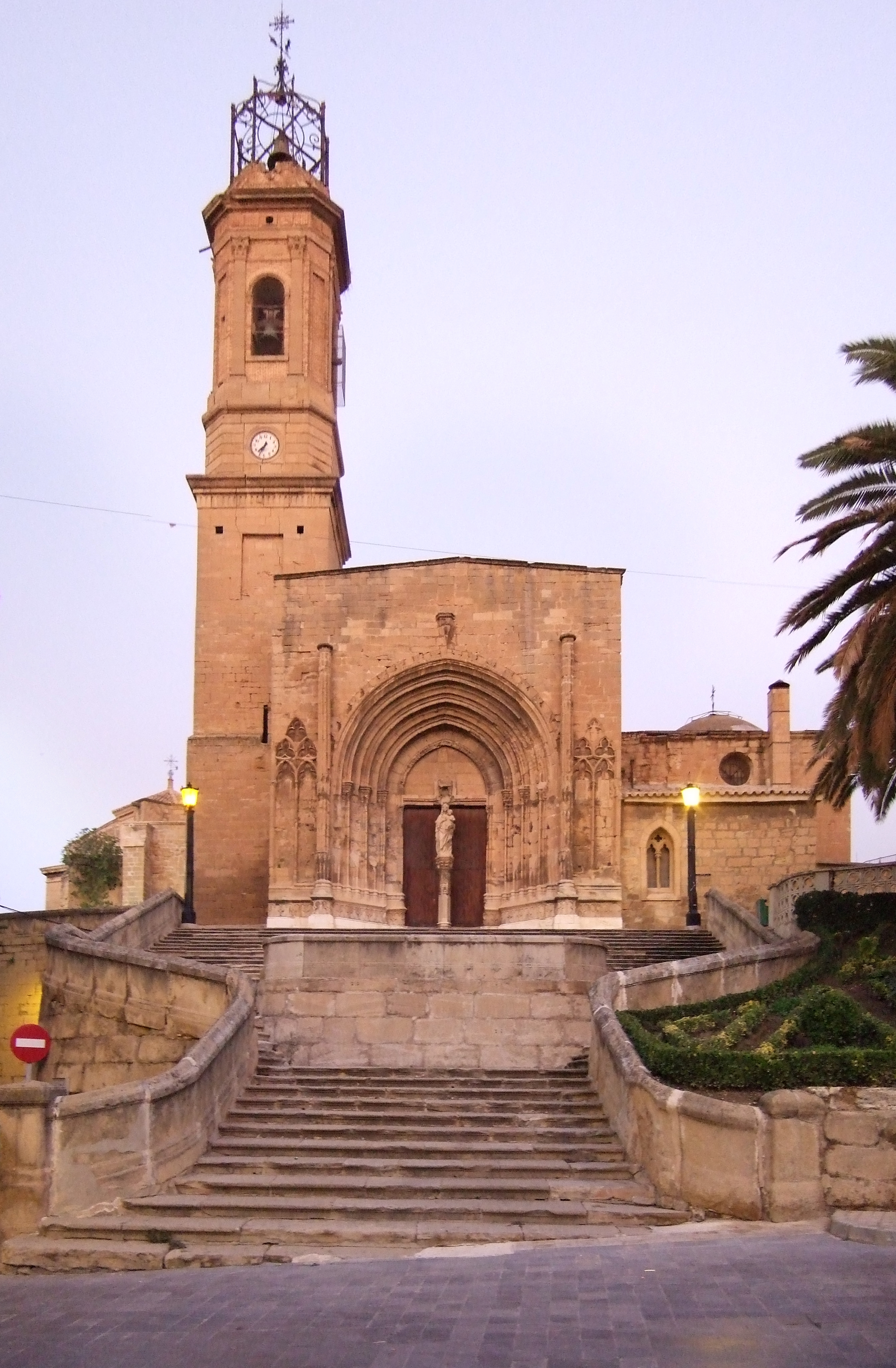
Kirche Santa María la Mayor del Pilar

- Höhlenmalereien aus der Jungsteinzeit
- Römisches Mausoleum von Miralpeix, nach dem Aufstau des Ebro in das Stadtzentrum versetzt
- Romanische Einsiedelei Santa Maria de Horta, nach dem Aufstau auf den Berg versetzt
- Calle Barrio Verde im ehemaligen jüdischen Viertel (judería)
- Die im Stadtzentrum hochgelegene Kirche Santa Maria la Mayor, Nationalmonument seit 1907, 1936 teilweise zerstört
- Torre de Salamanca aus dem letzten Karlistenkrieg mit weiter Aussicht und heraldischem Museum
- Plaza Mayor im Zentrum

## Persönlichkeiten
- Domenico Cubelles (1497–1566), Bischof von Malta
- Miguel Agustín Príncipe (1811–1863), Schriftsteller
- Manuel Buenacasa Tomeo (1886–1964), Anarchosyndikalist
- José María Albareda (1902–1966), Hochschullehrer
- Sebastián Cirac Estopañán (1903–1970), Philologe
- Luís Andrés Edo (1925–2009), Widerstandskämpfer
- Alberto Portera (1928–2019), Neurologe und Kunsthistoriker
- Álvaro Sanz (* 2001), Fußballspieler

## Städtepartnerschaften
- Almería, Spanien, seit 1998
- Gaillac, Frankreich
- Santa Maria a Vico, Italien